# Teatro San Francesco di Alessandria

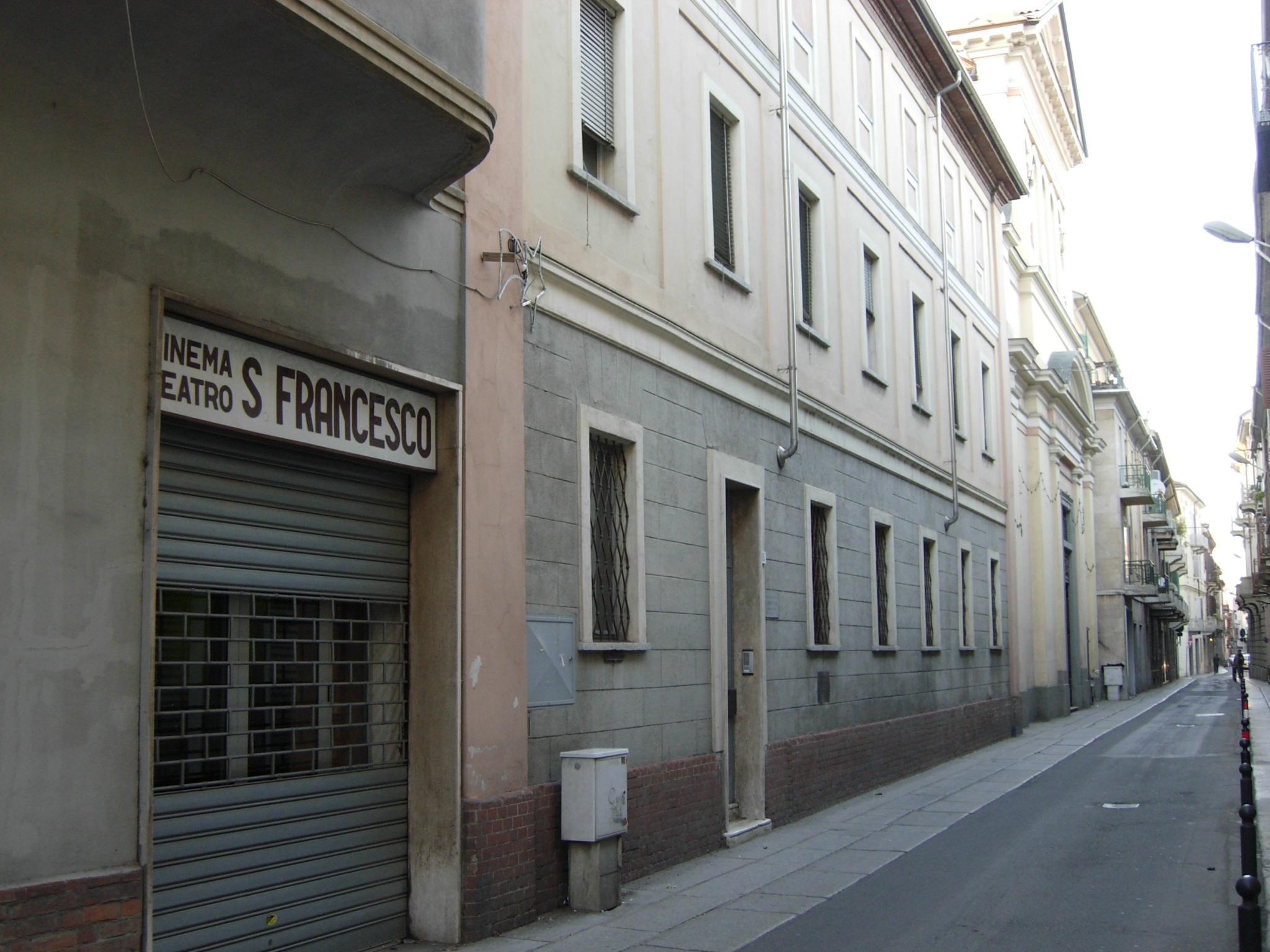
L'ingresso del teatro in via san Francesco 15

Il teatro San Francesco è situato in Alessandria, in via San Francesco di Assisi al numero civico 15, dalla nascita di proprietà dell'Ente Morale Provincia Francescana dei frati minori Cappuccini del Piemonte, nel 2023 è stato acquisito dalla Diocesi di Alessandria.
È annesso al convento dei frati ed al vicino Santuario dedicato al Sacratissimo Cuore di Gesù. Il Convento, fondato nel 1886, ospita la sede dell'Associazione San Francesco ed ha una mensa per i poveri. In seguito all'avvenuto passaggio di proprietà, i frati residenti hanno rinominato il convento "Casa San Francesco" che garantisce la continuità alle opere caritatevoli ed al mantenimento della mensa per i meno abbienti, che giornalmente garantisce un pasto caldo a centinaia di bisognosi.

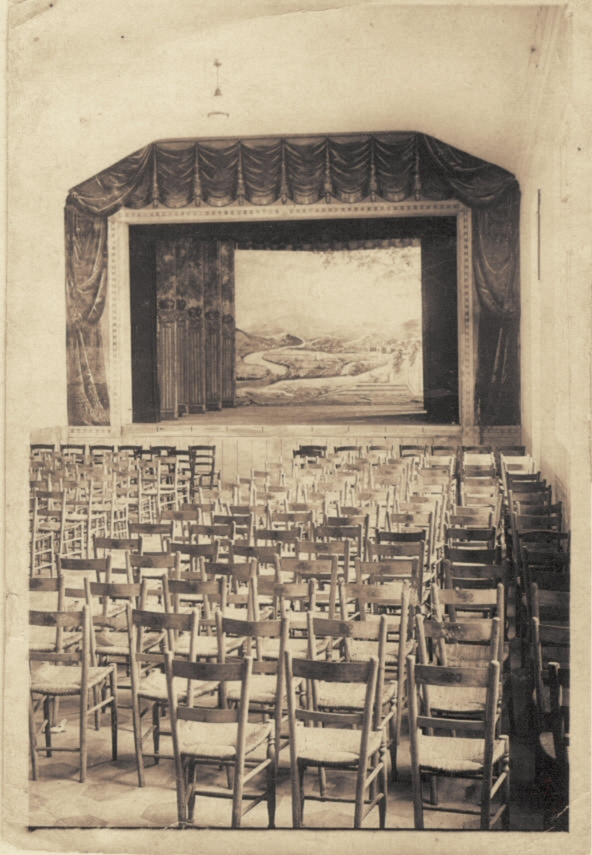
Il teatro negli anni venti

## Le origini

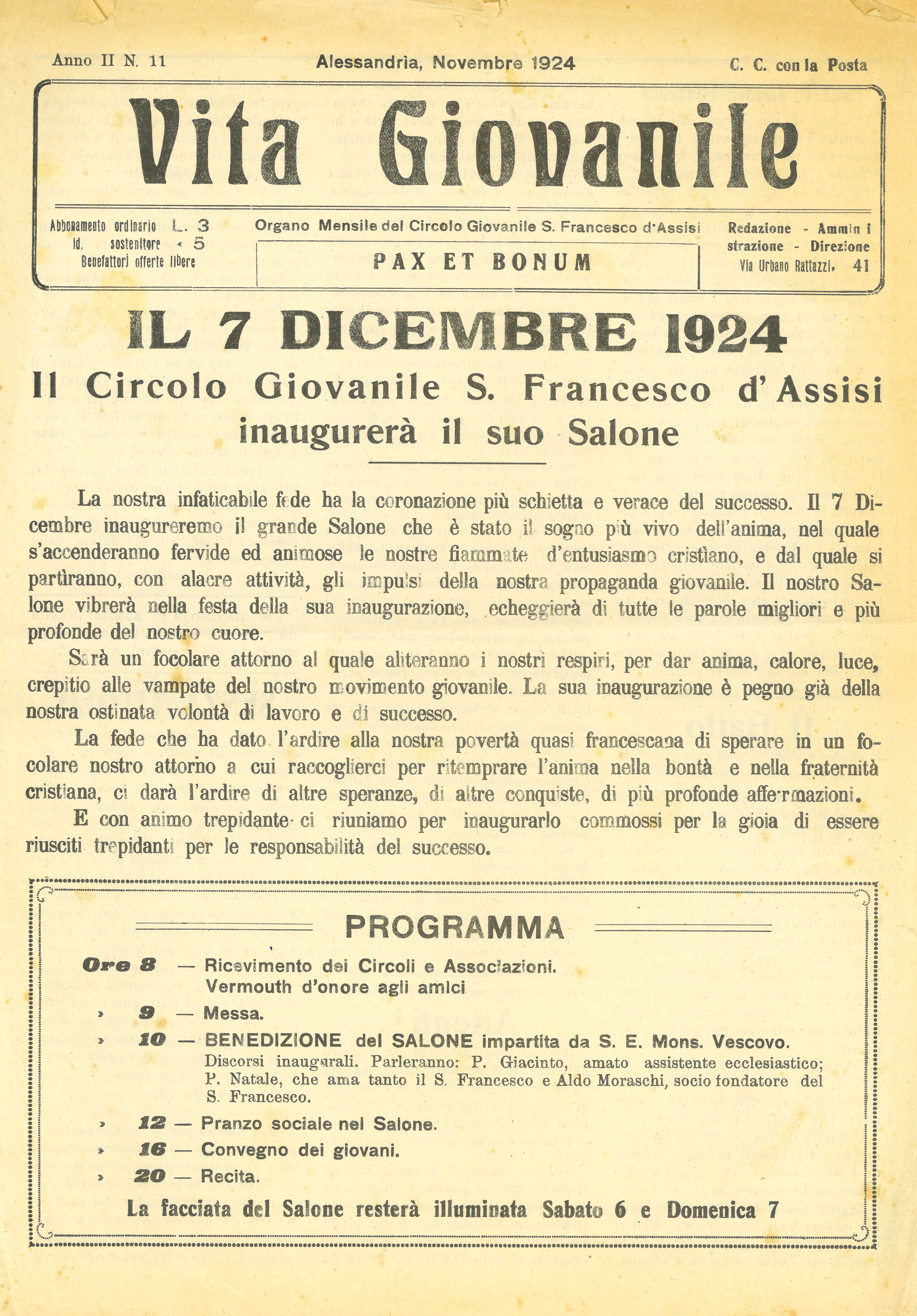
Inaugurazione del teatro - "Vita Giovanile" Novembre 1924

Il teatro nasce come salone oratoriale il 7 dicembre del 1924, ad uso dell'Associazione San Francesco di Alessandria. Viene in particolare utilizzato per offrire un luogo di svago, formazione ed aggregazione per i ragazzini dell'Associazione San Francesco, fondata l'11 luglio del 1920 da Padre Daniele da Molino Alzano, primo assistente ecclesiastico.
Nella giornata inaugurale, con inizio alle ore 20,30, viene rappresentato il dramma "San Francesco d'Assisi", dove i ragazzi recitano sotto la guida di Padre Giacinto, assistente, animatore e futuro ispiratore della nascita della recita del Gelindo conosciuto anche come "il Gelindo dei frati o la Divòta Cumédia.
Il salone non è all'epoca dotato di sedute fisse, ma vengono utilizzate sedie mobili (vedere foto "Il teatro negli anni venti") e, per gli spettacoli di grande affluenza, non è raro vedere spettatori che portano il proprio sgabello da casa e si sistemano occupando ogni spazio disponibile.

## Il Gelindo dei frati
Il teatro diventa ben presto la "palestra artistica" per i ragazzini che frequentano l'Associazione.
Padre Giacinto, convinto assertore dell'utilità della pratica teatrale nella formazione e nell'aggregazione dei gruppi giovanili, propone copioni ed organizza diversi spettacoli amatoriali. A lui si deve la nascita di quella che diventerà una vera e propria tradizione cittadina, rigorosamente recitata in dialetto alessandrino per le parti popolari: il Gelindo dei frati, da allora rappresentato ininterrottamente fino ad oggi in periodo natalizio.
L'Assistente propone nel Natale del 1924 la commedia natalizia "Il pastore Gelindo… ossia la natività di Gesù Cristo”, su copione ridotto ed adattato dal teologo Canonico Testone per i circoli cattolici maschili.
Singolare la testimonianza di Domenico Arnoldi, che interpretò il ruolo del protagonista per vari decenni (sino agli anni '70): “Avevamo il salone vuoto e quasi non sapevamo più come recitare: eravamo in crisi di attori. Anno 1924: Padre Giacinto ci consigliò di rappresentare per il prossimo Natale ‘Il Gelindo’, una bella commedia natalizia che a Tortona era stata rappresentata per 16 anni consecutivi! (che record!). Abbiamo inscenato la Divòta Cumédia e siamo partiti. Subito abbiamo capito (ed il pubblico più di noi) che nel fare i ‘grippioni’ eravamo proprio nei nostri panni. Come eravamo naturali e spontanei nel fare gli ignoranti e gli stupidi!
Nel periodo dicembre-gennaio 2021-2022 è andata in scena la novantasettesima edizione con sei rappresentazioni (la 96ª edizione del dicembre 2020 gennaio 2021, è stata comunque realizzata "on-line" con le moderne tecniche di comunicazione "social" sulle varie piattaforme, per le inevitabili restrizioni di utilizzo delle strutture teatrali dovute all'emergenza COVID-19).
La novantanovesima edizione è andata regolarmente in scena con inizio la sera di Natale 2023 e la conclusione il 14 gennaio 2024, con sette repliche e buon riscontro del pubblico alessandrino.

## La storia
L'attività della filodrammatica del Circolo, denominata "Fulgens", per un certo tempo fu davvero intensa, con impegno nelle più diverse forme dello spettacolo: commedie, drammi, farse, recital studenteschi: l’entusiasmo era davvero tanto e fino alla seconda guerra mondiale venivano proposti addirittura uno spettacolo ogni 15 giorni.

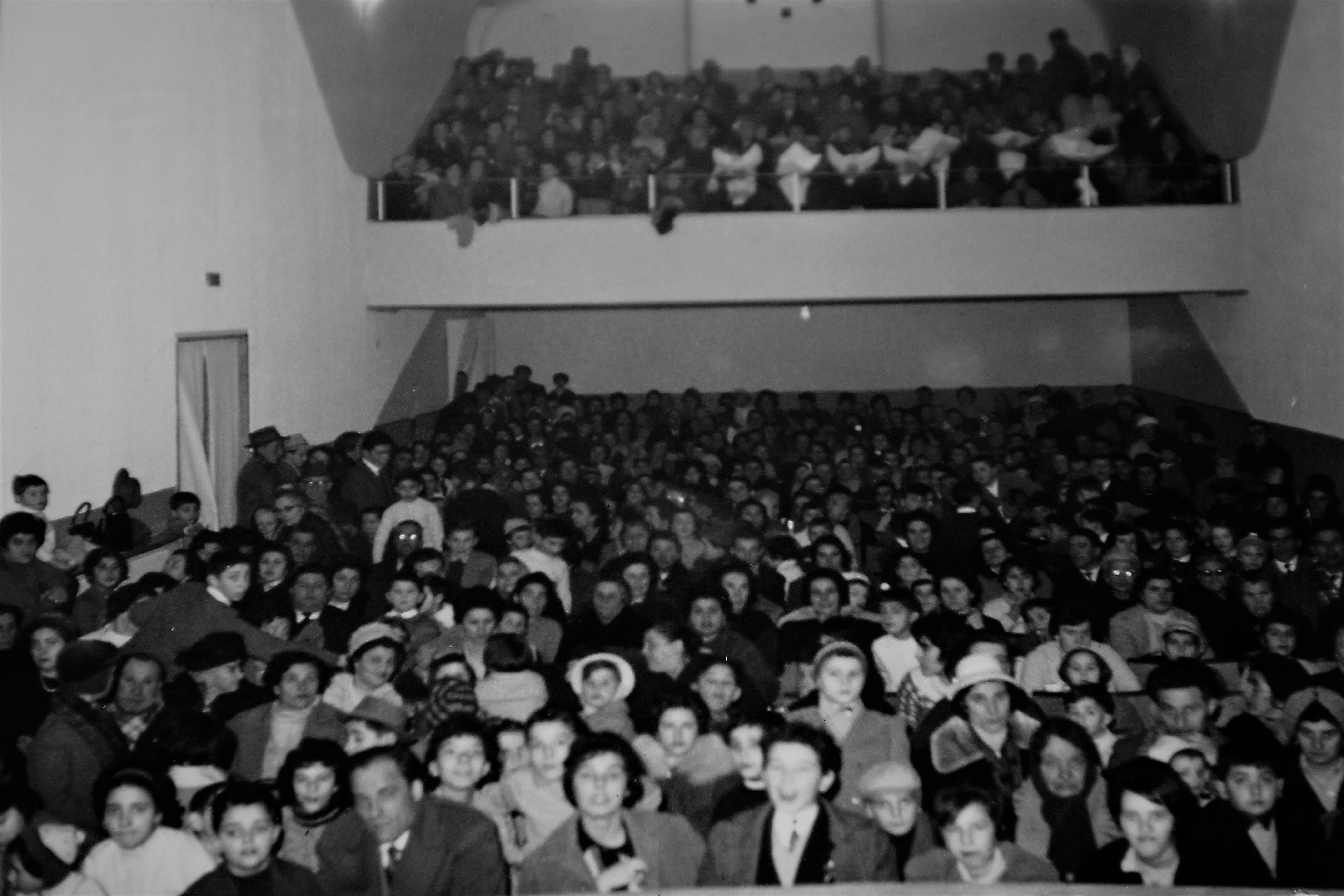
Immagine del salone gremito di spettatori negli anni '50

Il 1 maggio del 1944, in piena seconda guerra mondiale, nel corso di un bombardamento sul centro di Alessandria, uno spezzone incendiario fa crollare il plafone del teatro.

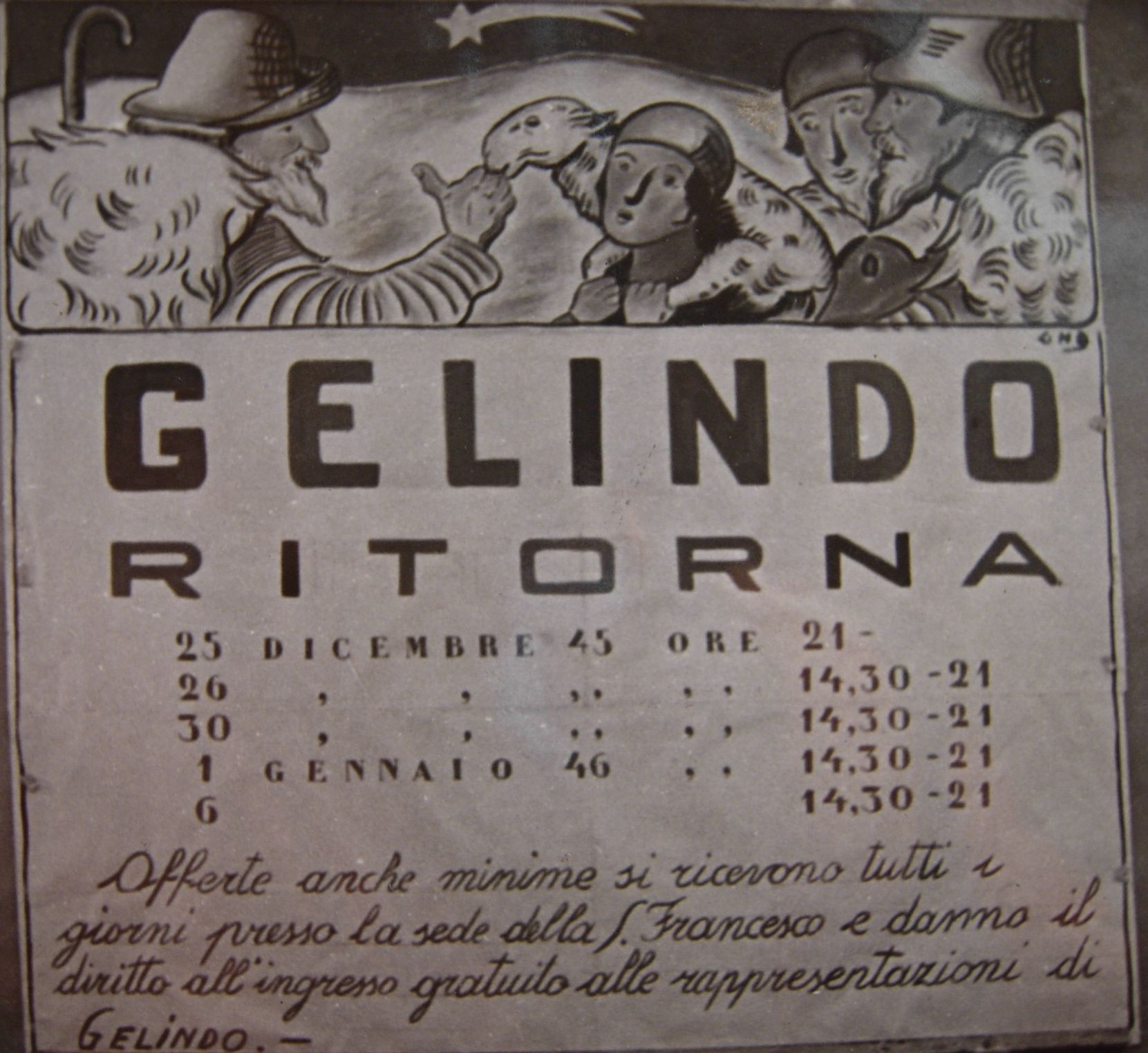
La locandina del "Gelindo" natalizio del 1945/46

Ma, grazie all'intervento dei soci della San Francesco, a Natale il locale è ristrutturato e “Gelindo” può andare regolarmente in scena.
Forse a causa di un mozzicone di sigaretta incautamente trascurato, un incendio rovina, per fortuna solo parzialmente, il teatro verso la fine del 1957.
Anche questa volta, grazie allo straordinario impegno volontario dei soci dell'Associazione, viene rimesso prontamente in sesto, e neppure quell'anno l’appuntamento natalizio col “Gelindo” salta.
Nel 1995 il Teatro S. Francesco, con forte impegno finanziario e grazie all'aiuto di diversi benefattori, diventa infine un vero teatro con agibilità di 200 posti in platea, ed in regola con le vigenti norme sulla sicurezza.
In seguito, si arricchisce anche di camerini-spogliatoi per gli attori, servizi igienici, di un magazzino per le attrezzature, nonché di un adeguato impianto d'illuminazione per le scene e di un moderno impianto audio.

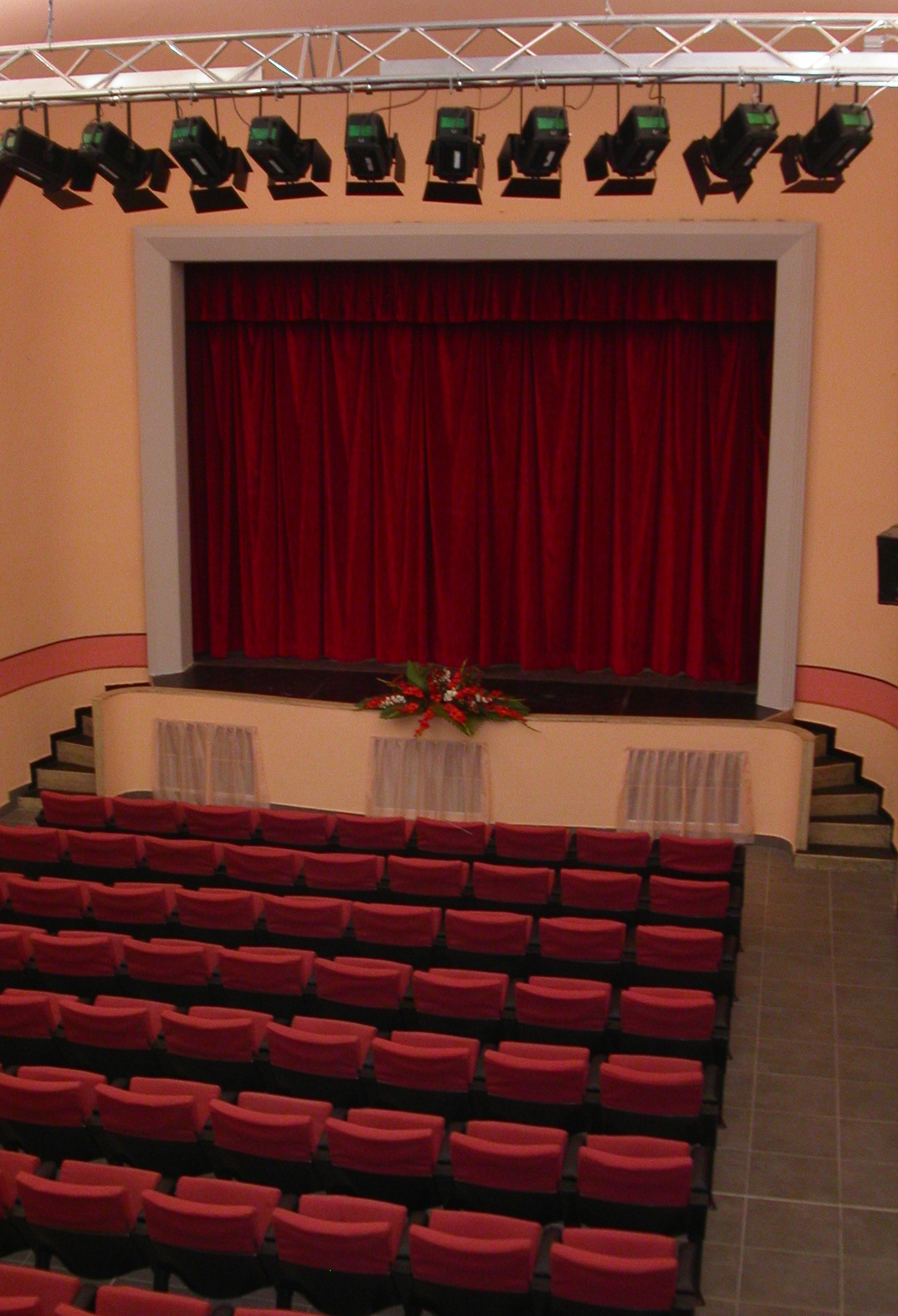
Il teatro oggi, in seguito ai lavori di ristrutturazione del 2004

## Il teatro e Umberto Eco
In questo teatro fece le sue prime prove di autore, dopo essersi sperimentato come attore nella filodrammatica del Circolo, un giovane e brillante studente liceale, Umberto Eco.
È lui l'autore principale, negli anni dell'immediato dopoguerra, di numerose riviste goliardico-studentesche.
La produzione è davvero copiosa, tanto che lo stesso Eco, in quegli anni, arriva a scrivere su "Vita Giovanile":"... il teatro San Francesco è Broadway".

## Il cinema
Il salone del teatro San Francesco ha sempre ospitato anche le proiezioni cinematografiche, seppur con interruzioni anche lunghe come nel periodo attuale, tanto da essere ricordato come il primo "cinema cattolico" alessandrino.
La prima proiezione cinematografica, riporta addirittura agli anni venti, ed il salone è la sede del primo cineforum cattolico alessandrino.
Tale attività viene condotta con discreta continuità sino alla fine agli anni '60 del secolo scorso, dedicandosi prevalentemente ai film per ragazzi, con proiezioni concentrate nei weekend in orario pomeridiano.
Dai primi anni '70 le proiezioni cinematografiche sono definitivamente abbandonate; a testimonianza del periodo, resta ancora la vecchia cabina di proiezione, posta alle spalle della galleria ed in parte aggettante sull'adiacente via San Francesco.